# Johannes Gaupp
Johannes Gaupp (auch Joannes Gauppius; * 7. Dezember 1667 in Lindau im Bodensee; † 17. Mai 1738 ebenda) war ein evangelischer Pfarrer, der vor allem als Mathematiker und Astronom bekannt wurde und auch als Bibliothekar tätig war.

## Leben
Johannes Gaupp wirkte von 1694 bis zu seinem Tod als Pfarrer an der Kirche St. Stephan in Lindau.
Sein Buch über Sonnenuhren Gnomonica mechanica universalis samt dem zugehörigen Tafelband Tabulae gnomonicae gilt als sein Hauptwerk. Auf der Titelseite der Gnomonica mechanica universalis betont Gaupp, dass sein Buch den Liebhabern dieser „anmuthigen Wissenschaft“ einen leichten Weg zeigen soll, Sonnenuhren zu fertigen und zu gebrauchen. Tatsächlich steht im Zentrum des Gauppschen Buches ein 1676 in Holland erschienenes kleines Traktat über Sonnenuhren von Henric Bierus, eine „kurze, klare, und gründliche Abhandlung“, in der das Thema Sonnenuhren leichter als jemals zuvor erläutert wird.
Johannes Gaupp war ein Schüler von Erhard Weigel. Zu seinen Freunden und Bekannten zählten auch Eberhard Welper und Johann Gabriel Doppelmayr.
Sein Nachlass lagert im Stadtarchiv Lindau.

## Werke
- Gnomonica mechanica universalis oder die sehr deutlich und leicht vorgelegte allgemeine mechanische Sonnen-Uhr-Kunst, Franckfurt & Leipzig : Wohler, 1720.
- Tabulae gnomonicae oder Tafeln zur mechanischen Sonnen-Uhr-Kunst, durch welche auff eine gantz leichte Weise alle vorkommende Sonnen-Uhren am allerrichtigsten verzeichnet [...] werden können, zum Theil aus berühmter Mathematicorum Schrifften gezogen,  Lindau, 1708–1720.
- Ausführliche Beschreibung Der grossen Soñen-Finsternuß, Welche Anno M.DCC.XV. Den 3. May, Vormittag, In gantz Europa, Und zum Theil auch ausser demselbigen, Zu sehen seyn wird : Und zwar: Theils nach ihrer allgemeinen Beschaffenheit auf dem gantzen Erdboden; theils nach ihrer besondern Gestalt und Grösse an 64. auserlesenen Orten / aus dem Calculo gezogen und daneben in deutlichen Figuren entworffen Von J. G. Sammt einem vorgehenden Discurs von mancherley Betrachtung der Sonn- und Monds-Finsternussen, Augspurg : Brechenmacher, [1715]
- Ephemeris motuum coelestium ad annum 1717 prima, 1716